# Sea Cadet Corps (Storbritannien)
Sea Cadet Corps (SCC) är en brittisk frivillig organisation nära knuten till Royal Navy och Storbritanniens försvarsministerium som bedriver verksamhet för ungdomar mellan 10 och 18 år. SCC är en av grundarorganisationerna i International Sea Cadet Association och verksamheten kan sägas motsvara den som Sjövärnskåren bedriver i Sverige. 
H.M. drottning Elizabeth II av Förenade konungariket är SCC:s beskyddare, hederschef med titeln Admiral of the Sea Cadet Corps är H.K.H. Charles, prins av Wales. Ordinarie chef för SCC benämns Captain of the Sea Cadets (CSC), nuvarande CSC är Kommendör Phil Russell.

## Historia
Sea Cadet Corps anor sträcker sig tillbaka till 1856 och Krimkrigets slut. Efter kriget organiserade nämligen hemvändande sjömän s.k. Naval Lads' Brigades för att hjälpa barn och ungdomar som blivit föräldralösa genom konflikten. Det första officiella erkännandet av organisationen kom först 1899 då Drottning Viktoria gav Windsor-enheten 10 pund för att införskaffa uniformer. 1919 godkändes de dåvarande 34 brigaderna av det brittiska amiralitetet och omorganiserades då under namnet Navy League Sea Cadet Corps.
Verksamheten inom SCC utökades kraftigt under mellankrigstiden och vid andra världskrigets utbrott organiserade man 10 000 kadetter i 100 enheter. Under och efter kriget införskaffades flera stycken träningsfartyg och 1955 startades en särskilt avdelning för kadetter med inriktning mot Storbritanniens marinkår.

## Verkamhet

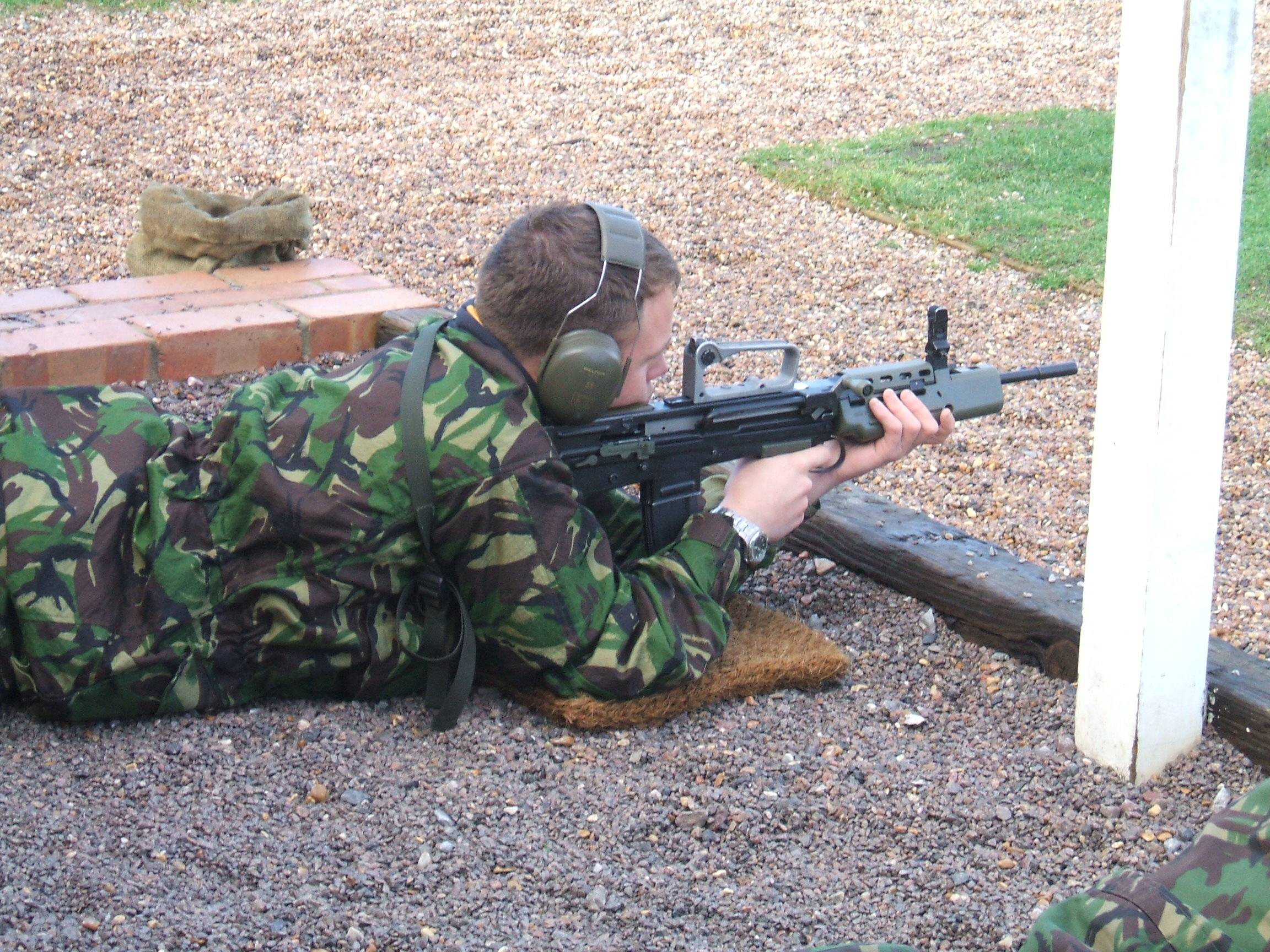
Kadett under skjutövning 2007

Idag består SCC av 400 enheter med sammanlagt c:a 14 000 kadetter. Kadetterna uppdelas i Junior Cadets (10-12 år) samt Sea Cadets (12-18 år), kadetterna tilldelas också grader motsvarande de inom den brittiska försvarsmakten. Verksamheten omfattar utbildning i bl.a. sjömanskap, navigation, musik, exercis, hantering av skjutvapen, meteorologi samt militärt uppträdande.

## Övningsfartyg
SCC har fem övningsfartyg på nationell nivå och därutöver ett hundratal mindre båtar och skepp lokalt. De nationella övningsfartyg har prefixet TS (Training Ship).
- TS Royalist (Flaggskepp)
- TS Vigilant
- TS City Liveryman
- TS John Jerwood
- TS Jack Petchey